# Гомельская улица (Санкт-Петербург)
Го́мельская улица — улица в Выборгском районе Санкт-Петербурга.

## История
Улица была проложена в 1936 году от Яшумова переулка до Политехнической улицы.
С 1936 года по 1941 год Гомельская улица именовалась Новопроложенная. 27 февраля 1941 года улица была переименована в Гомельскую по белорусскому городу Гомелю.
Западная часть Гомельской улицы в 1970-е годы вошла в территорию завода «Магнетон».

## Расположение
Гомельская улица — небольшой проезд, расположенный на границе территорий Научно-производственного объединения по исследованию и проектированию энергетического оборудования им. И. И. Ползунова и Физико-технического института имени А. Ф. Иоффе Российской Академии Наук.
Гомельская улица имеет единственное пересечение с Политехнической улицей.

## Здания и сооружения
Всего по Гомельской улице зарегистрировано два дома и владение.
- Дом 3 — двухэтажная кирпичная электроподстанция № 35 «Политехническая».
- Дом 6 — четырёхэтажное здание оранжевого цвета. Здание расположено на территории ЦКТИ.
- (Дом) владение № 4 — гаражный кооператив «Гомельский».

## Транспорт
По Гомельской улице движения городского транспорта нет. Ближайшая остановка наземного городского транспорта — у станции метро «Политехническая».
На остановке «Станция метро „Политехническая“» останавливаются:
- Автобусы № 94 (станция «Ручьи» — станция метро «Чёрная речка»), № 143 (улица Жени Егоровой — станция метро «Политехническая») и № 1М (улица Ушинского — проспект Маршала Жукова);
- Троллейбусы № 4 (Придорожная аллея — станция метро «Площадь Мужества»), № 13 (Придорожная аллея — Светлановский проспект), № 21 (улица Жени Егоровой — площадь Мужества), № 34 (Тихорецкий проспект — станция метро «Петроградская») и № 50 (улица Шаврова — Тихорецкий проспект);
- Трамваи № 38 (Проспект Мечникова — станция метро «Выборгская»), № 40 (Тихорецкий проспект — Детская улица), № 55 (Придорожная аллея — улица Шаврова) и № 61 (Суздальский проспект — станция «Кушелевка»).